# Биполярная система координат

Биполярная система координат

Окружности Аполлония

Биполярные координаты — ортогональная система координат на плоскости, основанная на кругах Аполлония. Для перехода из биполярных координат в декартовы координаты, служат следующие формулы:
{\displaystyle \left\{{\begin{matrix}x={\frac {a\,\mathrm {sh} \,\tau }{\mathrm {ch} \,\tau -\cos \sigma }}\\y={\frac {a\sin \sigma }{\mathrm {ch} \,\tau -\cos \sigma }}\end{matrix}}\right.}
где {\displaystyle 0\leqslant \sigma <\pi }, {\displaystyle -\infty <\tau <\infty }.
Коэффициенты Ламе:
{\displaystyle L_{\tau }=L_{\sigma }={\frac {a^{2}}{(\mathrm {ch} \,\tau -\cos \sigma )^{2}}}.}
Оператор Лапласа в биполярных координатах:
{\displaystyle \Delta f={\frac {(\mathrm {ch} \,\tau -\cos \sigma )^{2}}{a^{2}}}\left({\frac {\partial ^{2}f}{\partial \sigma ^{2}}}+{\frac {\partial ^{2}f}{\partial \tau ^{2}}}\right).}
В пространстве биполярные координаты обобщаются бисферическими.